# 中村昌弘
中村 昌弘（なかむら まさひろ、1952年2月28日 - ）は、日本の実業家。名古屋銀行代表取締役頭取を務めた。

## 人物・経歴
愛知県出身。1974年富山大学経済学部卒業、名古屋相互銀行（現名古屋銀行）入行。システム部長、執行役員事務システム部長を経て、2005年取締役事務システム部長に昇格。2007年常務取締役。2009年専務取締役。2011年取締役副頭取。2013年から代表取締役頭取を務め、freeeと業務提携を行うなどフィンテック等に取り組んだ。
2014年聖霊会理事。2015年住友生命保険総代。2017年新規中期経営計画の開始を機に名古屋銀行相談役に退き、錦成ビル取締役会長、メイアン監査役、名銀グリーン財団評議員、メルコ学術振興財団理事、サンヨーハウジング名古屋監査役に就任。愛知県サッカー協会副会長なども歴任した。2022年旭日小綬章受章。